# One Love Manchester

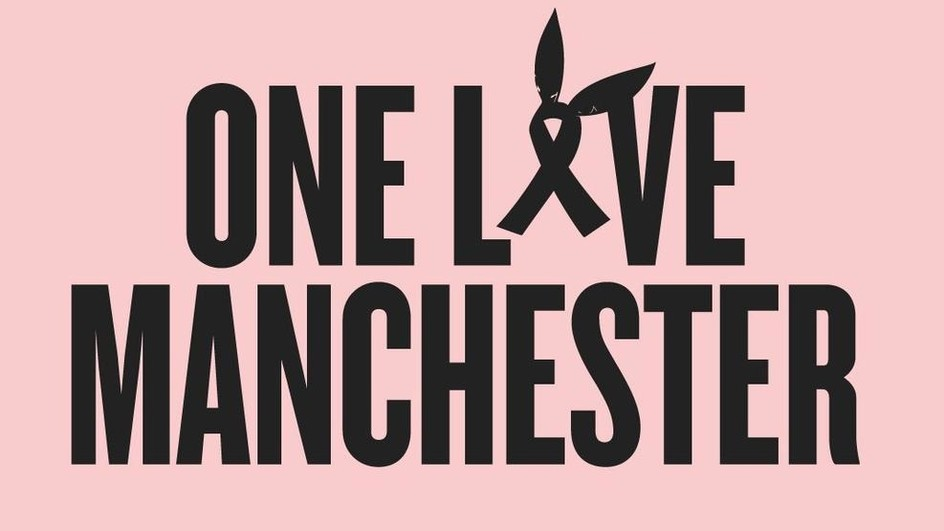
Logo des Benefizkonzerts

One Love Manchester war ein Benefizkonzert der US-amerikanischen Sängerin Ariana Grande, das an die Opfer des Terroranschlags in Manchester am 22. Mai 2017 erinnerte. Die Veranstaltung fand am 4. Juni 2017 im Old Trafford Cricket Ground in Manchester statt und wurde von etwa 50.000 Menschen besucht. Weitere Künstler waren unter anderem Justin Bieber, The Black Eyed Peas, Coldplay, Miley Cyrus, Niall Horan, Little Mix, Katy Perry, Take That, Pharrell Williams, Marcus Mumford, Liam Gallagher und Robbie Williams.
Die Erlöse des Konzerts gingen an den Nothilfefonds We Love Manchester Emergency Fund, der nach dem Anschlag in der Manchester Arena von der Stadt Manchester und dem Britischen Roten Kreuz eingerichtet wurde. Die Veranstaltung wurde in mindestens 38 Ländern übertragen, darunter das Vereinigte Königreich, Deutschland und die Schweiz.

## Hintergrund
Am 22. Mai 2017 wurde mit einer Sprengladung ein Selbstmordattentat in der Manchester Arena in Manchester nach einem Konzert von Ariana Grande verübt. 23 Menschen, darunter der Attentäter, wurden getötet und 116 wurden schwer verletzt.
Wenige Stunden nach Ende des Konzerts hatte sich Grande via Twitter und Facebook zu Wort gemeldet: „Mein Herz ist gebrochen. Es tut mir unendlich leid. Mir fehlen die Worte.“ Sie unterbrach ihre Tournee und flog zu ihrer Familie nach Florida. Später gab sie bekannt, ein Benefizkonzert in Manchester für die Opfer des Anschlags initiieren zu wollen.

## Entwicklungen und Planung
Die Tickets für das Event gingen am 1. Juni 2017 für 40 Pfund (rund 45 Euro) in den Verkauf. Die Karten waren innerhalb von wenigen Minuten ausverkauft. Auf Internet-Plattformen wie eBay wurden die Tickets für deutlich höhere Summen angeboten. eBay erklärte, solche Angebote umgehend zu löschen.
Alle Besucher des Konzerts am 22. Mai hatten bis zum 31. Mai die Möglichkeit, sich für eins der für sie reservierten 14.000 Tickets zu registrieren, damit sie kostenlosen Eintritt zum Benefizkonzert erhalten. Jedoch führten ungefähr 10.000 weitere Registrierungen von Menschen, die nicht auf dem vergangenen Konzert waren, zu einer Verspätung in der Verarbeitung der Anträge.
Nach dem Terroranschlag in London, der einen Tag vor der Show verübt wurde, erhöhte die Polizei von Greater Manchester die Sicherheitsvorkehrungen. Sie nahm  zusätzliche Sicherheitskontrollen vor, jeder Besucher der Veranstaltung wurde durchsucht.

## Live-Auftritte
- Marcus Mumford – Timshel
- Take That – Shine, Giants und Rule the World
- Robbie Williams – Strong[A 1] und Angels
- Pharrell Williams – Get Lucky (mit Marcus Mumford) und Happy (mit Miley Cyrus)
- Miley Cyrus – Inspired
- Niall Horan – Slow Hands und This Town
- Ariana Grande – Be Alright und Break Free
- Stevie Wonder – Love’s in Need of Love Today (als Video-Einspielung)
- Little Mix – Wings
- Victoria Monét – Better Days (mit Ariana Grande)
- The Black Eyed Peas – Where Is the Love? (mit Ariana Grande)
- Imogen Heap – Hide and Seek
- Parrs Wood High School Choir – My Everything (mit Ariana Grande)
- Ariana Grande – The Way (mit Mac Miller)
- Mac Miller – Dang! (mit Ariana Grande)
- Miley Cyrus – Don’t Dream It’s Over (mit Ariana Grande)
- Ariana Grande – Side to Side
- Katy Perry – Part of Me (akustisch) und  Roar
- Justin Bieber – Love Yourself (akustisch) und Cold Water (akustisch)
- Ariana Grande – Love Me Harder
- Chris Martin – Don’t Look Back in Anger (mit Ariana Grande)
- Coldplay – Sit Down/Fix You, Viva la Vida und Something Just Like This
- Liam Gallagher – Rock ’n’ Roll Star, Wall of Glass und Live Forever (mit Chris Martin)
- Ariana Grande – One Last Time (mit allen Künstlern) und Somewhere Over the Rainbow

## Konzertprogramm
Bevor Marcus Mumford das Konzert mit seinem Auftritt eröffnete, wurde eine Schweigeminute in Erinnerung an die Opfer der Anschläge in Manchester und London eingelegt.
Nach Grandes erstem Auftritt des Abends erschien Stevie Wonder über eine Video-Einspielung. Nach der Aufführung von Heap wurde ein Video des britischen Fußballspielers David Beckham gezeigt, der ein Gedicht für die Stadt vortrug. Videos von anderen Künstlern und Prominenten, darunter Halsey, Bastille, Anne-Marie, Demi Lovato, Jennifer Hudson, Blossoms, Chance the Rapper, Camila Cabello, The Chainsmokers, DJ Khaled, Little Mix, Circa Waves, Kendall Jenner, Clean Bandit, Dua Lipa, Sean Paul, Nick Grimshaw, Kings of Leon, Sam Smith, Rita Ora, Shawn Mendes, Twenty One Pilots, Paul McCartney, U2 sowie den Spielern der Fußballvereine Manchester United und Manchester City, die alle ihre Solidarität mit Manchester erklärten, wurden ebenfalls gezeigt.

## Übertragung
Die Veranstaltung wurde in mindestens 38 Ländern übertragen, darunter das Vereinigte Königreich, Deutschland, die Schweiz, China, die Vereinigten Staaten, Brasilien, Frankreich, Neuseeland, Kanada und Australien. Außerdem standen Livestreams auf Internetplattformen wie YouTube, Facebook und Twitter zur Verfügung.
Im Vereinigten Königreich wurde das Konzert live auf BBC One, BBC Radio und dem Radiosender Capital übertragen. Die Fernsehübertragung wurde von Sara Cox und Ore Oduba moderiert, während Nick Grimshaw und Anita Rani aus dem Backstage-Bereich und dem Publikum berichteten. Die Radioübertragung wurde von Scott Mills, Jo Whiley, Phil Williams und Becky Want moderiert und kommentiert. Das Konzert erreichte durchschnittlich 10,9 Millionen Zuschauer auf BBC One, was einem Marktanteil von 49,3 Prozent entsprach. Der Höhepunkt lag bei 14,5 Millionen Zuschauern. 22,6 Millionen Menschen sahen mindestens drei Minuten der Sendung, was sie zu der meistgesehenen Sendung des Jahres 2017 im britischen Fernsehen macht.
In Deutschland war das Konzert im rbb Fernsehen um 15 Minuten zeitversetzt zu sehen. Moderiert wurde die Übertragung dabei von Sonja Koppitz. 280.000 Zuschauer sahen die Übertragung im rbb Fernsehen, was einem Marktanteil von 1,1 Prozent entsprach. Im Hörfunk übertrugen die Sender Fritz (moderiert von Chris Guse), NDR 2, SWR 3, 1 Live (moderiert von Simon Beeck) und Dasding live aus Manchester.
In der Schweiz wurde das Konzert zeitversetzt auf Radio SRF 3 übertragen.
In Italien wurde das Konzert auf Rai 1 übertragen.

## Einnahmen
Das Britische Rote Kreuz erhielt während des dreistündigen Konzerts 2,35 Millionen Pfund (ca. 2,7 Mio. Euro) in Spenden für den We Love Manchester Emergency Fund. Am nächsten Tag gab das Britische Rote Kreuz bekannt, dass es bislang mehr als 10 Millionen Pfund (ca. 11 Mio. Euro) erhalten hat. Zwei Monate nach dem Konzert gab Sue Murphy, Vorsitzende der Spendenaktion, bekannt, dass die Angehörigen der 22 Opfer, die beim Terroranschlag in Manchester ums Leben kamen, jeweils 250.000 Pfund (ca. 274.000 Euro) Entschädigung erhalten werden. Für den We Love Manchester Emergency Fund kamen insgesamt mehr als 23 Millionen US-Dollar (ca. 19,78 Millionen Euro) zusammen.
Grande spendete ebenfalls die Erlöse einer Neuveröffentlichung ihrer Single One Last Time und ihrer Liveversion des Liedes Over the Rainbow an den Fonds.